# Avram Iancu (gmina Vârfurile)
Avram Iancu – wieś w Rumunii, w okręgu Arad, w gminie Vârfurile. W 2011 roku liczyła 634 mieszkańców. 